# Берёзовка (приток Моломы)
Берёзовка — река в России, протекает в Даровском районе Кировской области. Устье реки находится в 177 км по правому берегу реки Молома. Длина реки составляет 10 км.
Исток реки находится восточнее деревни Гурята (Вонданское сельское поселение) в 5 км к юго-востоку от села Вонданка. Река течёт на север, притоков не имеет. Близ устья около реки стоят деревни Турки и Юденки. Впадает в Молому чуть ниже Вонданки.

## Данные водного реестра
По данным государственного водного реестра России относится к Камскому бассейновому округу, водохозяйственный участок реки — Вятка от города Киров до города Котельнич, речной подбассейн реки — Вятка. Речной бассейн реки — Кама.
По данным геоинформационной системы водохозяйственного районирования территории РФ, подготовленной Федеральным агентством водных ресурсов:
- Код водного объекта в государственном водном реестре — 10010300312111100035638
- Код по гидрологической изученности (ГИ) — 111103563
- Код бассейна — 10.01.03.003
- Номер тома по ГИ — 11
- Выпуск по ГИ — 1